# ボーバッサン・ローズヒル
ボーバッサン・ローズヒル（Beau-Bassin Rose-Hill）は、モーリシャスの町。
2015年7月1日の人口は10万4760人。
面積は20.17km2で、人口密度は5193.9人/km2。 
プレーン・ウィルヘルム県に属し、同県低地部の中心地である。
首都ポートルイスの南に接し、ポートルイスからキュールピップへと連なる都市圏の一部をなしている。
モーリシャスでは3番目に大きな都市であり、ポートルイスに次ぐ商業の中心地である。
北のボーバッサンと南のローズヒルが合併してできた街である。
ボーバッサン・ローズヒルに入植が始まったのは18世紀である。
当時ポートルイスをはじめとする低地部にはマラリアが蔓延しており、その害を避けるため冷涼な高原に住むことが好まれるようになり、ボーバッサン・ローズヒルが開発された。
現在では、ローズヒルはモーリシャスのすべての民族グループが居住する、モーリシャス最大級の住宅街となっている。
ローズヒル中心部には図書館、バスターミナル、銀行、郵便局などが揃っている。
ボーバッサンはモーリシャスで最も良い気候に恵まれている。
東のモカ県の高原からは涼しい風が吹き、北の首都ポートルイス程暑くはなく、南のキュールピップ程湿気が多いわけでもなく、穏やかな気候を持っている。
ボーバッサンはフランス語で「美しい泉」という意味である。